# Aberaeron
Aberaeron (litt. « bouche de la rivière Aeron » en gallois) est une station balnéaire du pays de Galles, située dans le comté de Ceredigion. À mi-chemin environ d'Aberystwyth et de Cardigan, il abrite le siège du gouvernement du Ceredigion. 1 520 personnes y vivaient en 2001.

## Géographie
Aberaeron est située à la jonction de l'A487 (Aberystwyth-Cardigan) et de l'A482 (Aberaeron-Lampeter).

## Histoire
La ville d'Aberaeron a été conçue et construite en 1805 par Alban Thomas Jones sur l'estuaire de l'Aeron, élargi pour la circonstance afin de permettre d'abriter un port de plaisance. Un pont à l'usage des piétons permet d'enjamber cet estuaire. Au XIXe siècle se développe l'artisanat. Selon le Trade Directories, publié en 1830, plusieurs artisans exercent alors leur activité à Aberaeron, dont un fabricant de laine, un bottier, un boulanger, un meunier, un forgeron, deux entreprises de construction navale, un charpentier et un chapelier.
À la fin des années 1890, un bac à câble, l'Aeron Express, est construit pour permettre le passage des travailleurs lorsque le pont est inutilisable. Jusqu'à l'été 1994, il était une destination touristique de la ville avant d'être démoli.
Aberaeron présente une architecture originale, très différente de celle des autres agglomérations rurales du pays de Galles. La plupart des maisons sont construites autour d'une place centrale de style Régence à proximité du port. La Royal Mail a édité plusieurs timbres représentant cette architecture.

## Personnalités liées à Aberaeron
- Geraint Evans (1922-1992), baryton.

## Source
- (en) Cet article est partiellement ou en totalité issu de l’article de Wikipédia en anglais intitulé « Aberaeron » (voir la liste des auteurs).